# Katoey

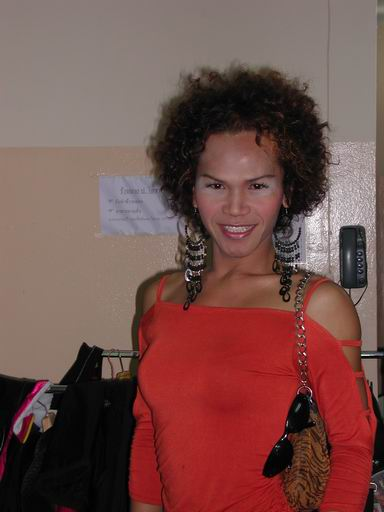
Platoo, een beroemde katoey uit Thailand

Een kathoey of katoey (Thais: กะเทย) is een type transgender in Thailand, ook wel ladyboy genoemd. Het is een van de veertien geslachtsidentiteiten in de Thaise boeddhistische samenleving.
Niet alle katoeys wensen een genderbevestigende operatie. Maatschappelijk liggen de sekseverhoudingen in Thailand anders dan in het Westen waar er een tweedeling van de seksen bestaat. Net als bij de banci's in Indonesië liggen voor deze mensen de genderrollen niet zo strak als in het Westen. De rondom hen heen verwesterde (of in Indonesië: geïslamiseerde) samenleving wordt langzamerhand steeds intoleranter tegen de groep. De hijra's in India en de berdachen in de Verenigde Staten, die zich ook niet als 'vrouw' maar als derde sekse definiëren, ondervinden dezelfde problemen.
Katoeys bewegen zich in het theaterwereldje van Pattaya en Bangkok waar ze voor de westerse toeristen een bezienswaardigheid zijn geworden. Ook in de prostitutie zijn er meerdere werkzaam.
Vanwege de redelijke tolerantie die de katoeys ondervinden trekken steeds meer travestieten en transseksuelen uit de rest van de wereld naar Thailand in de hoop redelijk ongestoord hun leven te kunnen leiden zonder aan vervolging blootgesteld te worden. De uiterlijkheidsnormen zijn echter daardoor dusdanig toegenomen dat velen zich medische therapieën bedienen als het innemen van illegaal verkregen vrouwelijke geslachtshormonen, het laten verrichten van plastische chirurgische ingrepen zoals het inspuiten van siliconen in de borsten, of een genderbevestigende operatie ondergaan.